# 전북특별자치도교육청유아교육진흥원
전북특별자치도교육청유아교육진흥원(全北特別自治道敎育廳幼兒敎育進興院)은 지방교육자치에 관한 법률 제32조에 따라 유아교육에 관한 연구 및 정보자료 제공, 유아교육 프로그램 및 교재·교구 개발, 유치원 교원·학부모 연수와 유아의 바른 인성함양을 위한 체험활동 지원을 위하여 전북특별자치도교육청 산하에 설치된 소속기관이다.